# Ikuta Kachōjo

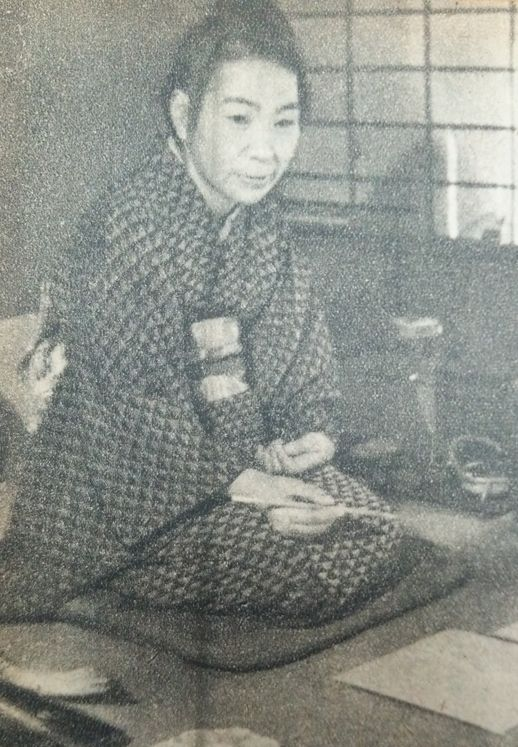
Ikuta Kachōjo, 1947

Ikuta Kachōjo (japanisch 生田 花朝女, Vorname eigentlich Minori; geboren 22. November 1889 in Osaka; gestorben 29. März 1978 daselbst) war eine japanische Malerin der Nihonga-Richtung.

## Leben und Werk
Ikuta Kachōjo begann 1897, also im Alter von acht Jahren, unter ihrem Vater Ikeda Nansui (生田 南水; 1860–1934), der zu Haus Haiku unterrichtete, sich mit Haiku zu befassen. Unter Fujisawa Kinami (藤沢 黄波) studierte sie chinesische Literatur, unter Kondō Shakuten (近藤 尺天) die Nationallehre (Kokugaku). 1905 begann sie einen Malunterricht unter Kita Kigatsu (喜多暉月), der zur Malrichtung der Shijō-Schule gehörte. Sie setze das Studium unter Suga Tatehiko (1878–1963) fort, der ihr die Bildrichtung das Yamato-e näher brachte. Daneben befasste sie sich mit dem Man’yōshū, bildete sich in der Nationallehre weiter und in Etikette. Ein weiterer Lehrer war der Maler schöner Frauen Kitano Tsunetomi.
1925 konnte sie zum ersten Mal auf der 6. „Teiten“ ausstellen, es war das Bild „Kasuga“ (春日). Im folgenden Jahr wurde sie auf der 8. „Teiten“ für ihr Bild „Naniwa Tenjin-sai“ (浪速天神祭) – „Fest am Naniwa-Schrein“ mit einem Preis ausgezeichnet. Sie stellte danach auch auf der „Shin-Bunten“ und nach dem Zweiten Weltkrieg auf der „Nitten“ aus. Sie beschäftigte sich Zeit ihres Lebens damit, die Stimmung ihrer Osaka-Umgebung einzufangen. Von der Stadt Osaka wurde sie mit verschiedenen Preisen geehrt.
1931 war Ikuta auf der Ausstellung japanische Malerei 1931 in Berlin zu sehen.